# Terre sainte
Pour les articles homonymes, voir Terre sainte (homonymie).

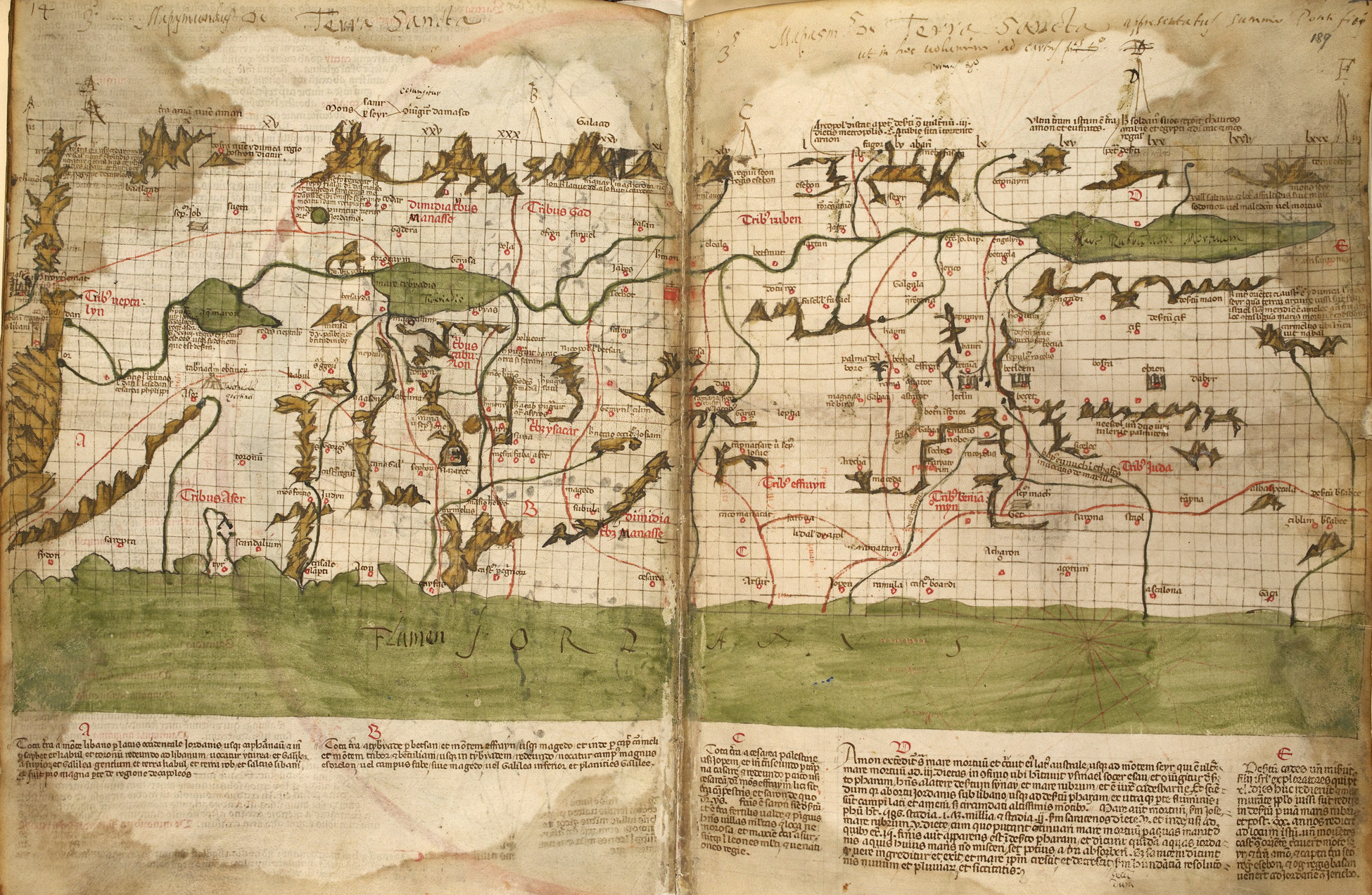
Carte de la Terre sainte, Pietro Vesconte, 1321. Décrite par Adolf Erik Nordenskiöld comme « la première carte non ptolémaïque d'un pays défini ».

La Terre sainte (en grec ancien : Ἅγιοι Τόποι / Hágioi Tópoi ; en latin : Terra sancta ; en hébreu : אֶרֶץ הַקּוֹדֶשׁ, Ereṣ haqQōdeš ; en arabe : الأرض المقدسة, Al-Arḍ Al-Muqaddasah ou الديار المقدسة, Ad-Diyar Al-Muqaddasah) est le nom donné par les chrétiens à la région où est né et a vécu Jésus-Christ, avec une importance toute particulière accordée à Jérusalem lieu de sa mort et selon la foi chrétienne, de sa résurrection. L'article qui suit sera donc traité du point de vue chrétien.

## Géographie, lieux saints
La Terre sainte est le territoire où pour les catholiques se déroule l’histoire sainte, notamment la vie de Jésus relatée par les Évangiles. Jésus étant considéré par tous les chrétiens comme le Messie annoncé par l'Ancien Testament, la Terre sainte s'identifie aussi à la terre promise des anciens Hébreux.

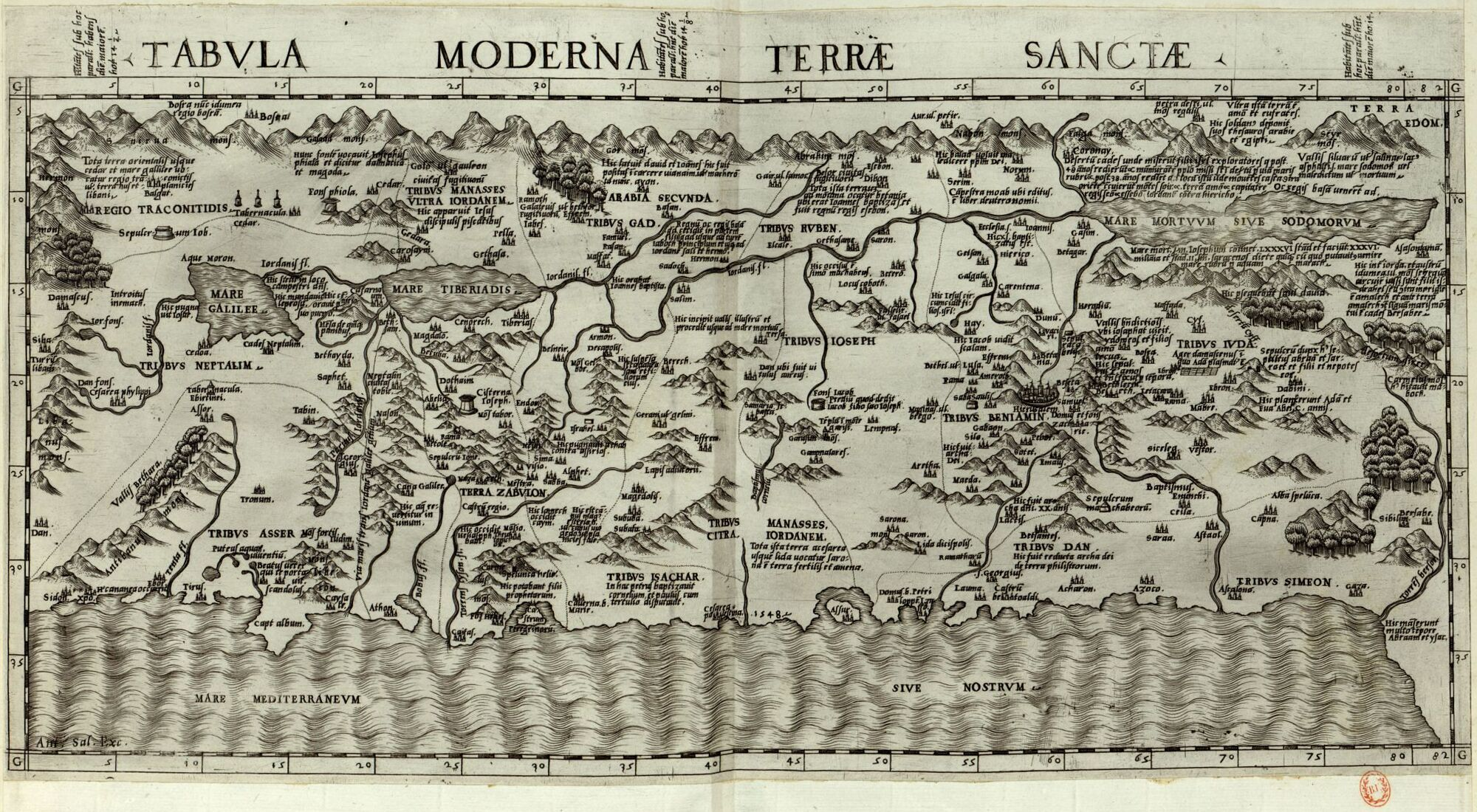
Carte ancienne de la Terre Sainte, 1548.

Les principaux lieux saints sont les territoires de la vie de Jésus qui fut désigné tantôt comme Jésus le Galiléen, tantôt comme Jésus de Nazareth, donc la Galilée, le lac de Tibériade, le mont Thabor, la vallée du Jourdain, ou le désert de Judée où il s'est retiré pendant quarante jours.
Les principaux lieux de la vie de Jésus ont fait très tôt l'objet de la construction de sanctuaires :
- à Bethléem, la basilique de la Nativité ;
- à Nazareth, la basilique de l’Annonciation ;
- à Jérusalem, l'église du Saint-Sépulcre, avec le Saint-Sépulcre, le Golgotha, le mont des Oliviers, Gethsémani, le cénacle de Jérusalem au mont Sion, la basilique Sainte-Anne de Jérusalem, le sépulcre de Marie et la piscine probatique ;
- à Ein Kerem, les lieux de la visitation de la Vierge Marie.

La Terre sainte correspond aujourd'hui géographiquement à :
- la partie de l'ancienne Palestine devenue l'état d'Israël et les territoires annexés par celui-ci (le plateau du Golan, qui correspond aux environs de la région de Baniyas, Panéas ou Césarée de Philippe) ;
- la partie de l'ancienne Palestine devenue le territoire de l'autorité palestinienne (Cisjordanie et bande de Gaza) ;
- la côte méridionale du Liban (avec Tyr et Sidon) ;
- une partie de la Jordanie (Béthanie-au-delà-du-Jourdain) ;
- une partie de l'Égypte, à cause de la fuite en Égypte.

Une définition plus précise des lieux saints chrétiens de la Terre sainte est fournie par la tradition liturgique, interrompue à la suite des croisades.

## Christianisme

### Histoire
Durant la vie de Jésus, la Terre sainte était sous domination romaine, avec des rois dépendants de Rome. Le territoire comme le pouvoir étaient l'objet de partages complexes et mouvants. L'histoire a retenu les figures d'Hérode le Grand et de Ponce Pilate, mais ils furent nombreux à se disputer le pouvoir au profit de Rome.
La vie de Jésus a été relatée dans les Évangiles qui sont au nombre de quatre : les apôtres saint Jean et Matthieu, saint Luc, le médecin d'Antioche, et saint Marc, secrétaire de l'apôtre Pierre.

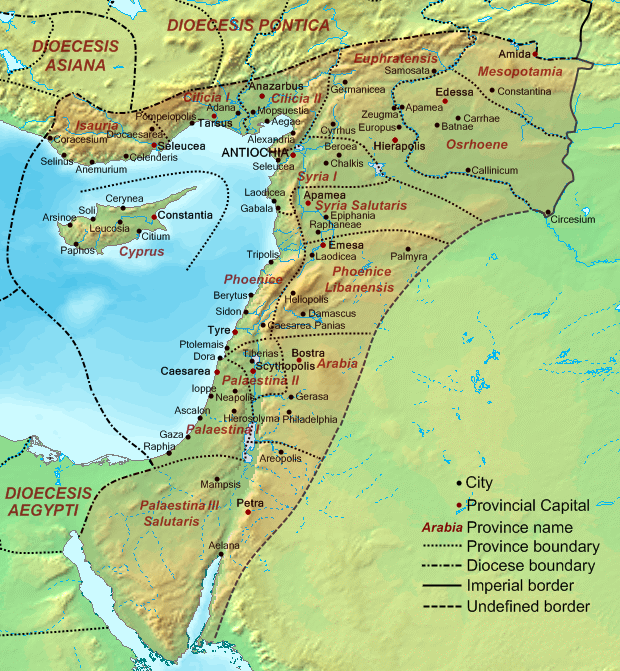
Carte du Diocœsis orientis au IVe siècle.

La victoire du christianisme, sous Constantin et ses successeurs, fait de la Terre sainte un point d'attraction pour les pèlerins et les moines, comme saint Jérôme. Les premières basiliques chrétiennes remontent au IVe siècle. La première relation écrite connue d'un pèlerinage est celle du pèlerin de Bordeaux en 333.
L'histoire de la Terre sainte est étroitement liée à celle des grands empires qui se sont succédé. À la paix byzantine succède, après une brève invasion sassanide, la paix du califat arabe, omeyyade et abbasside. La domination musulmane fait perdre au christianisme sa position privilégiée, mais elle est assez bien ressentie par les courants minoritaires du christianisme, syriaques, nestoriens, Arméniens, admis à partager les lieux saints avec le clergé grec orthodoxe.
Le déclin abbasside ouvre une longue période d'instabilité et d'insécurité, au moment où l'Europe occidentale, en pleine expansion économique, militaire et spirituelle, est massivement attirée par les pèlerinages et les reliques de la Terre sainte. L'appel au secours de l'Empire byzantin, relayé par le pape, donne le signal des croisades. Deux siècles de guerre au nom de Dieu, pour finir par un retour au statu quo antérieur : l'islam dominant, le christianisme toléré dans ses différents courants, vivant sa foi dans ses lieux saints traditionnels.
La période des croisades est aussi une époque de reconstruction et de découvertes des sites évangéliques. C'est à cette époque que la France devient gardienne des lieux saints, mais son influence diminue à la fin du XIXe siècle.
Les franciscains retournent à Jérusalem au début du XIIIe siècle et obtiennent des droits du sultan au siècle suivant. Ils sont restés présents depuis cette époque.
La Terre sainte est toujours restée une destination de pèlerinage des chrétiens et aussi le lieu d'habitation permanent de communautés chrétiennes principalement palestiniennes, descendant des premières communautés ; elles sont de confession surtout orthodoxe de rite grec, mais aussi syriaque ou chaldéen, et aussi catholique, de rite latin, ou oriental. La communauté arménienne est historiquement et numériquement également importante.
Selon Maurice Halbwachs, la mémoire collective chrétienne s'est approprié la Terre sainte, notamment par la politique ecclésiastique et les pèlerins qui l'ont peuplée d’une topographie imaginaire, donnant à des lieux ou des traces archéologiques supposées une matérialité virtuelle aux différents épisodes des personnages et scènes bibliques. En effet, « quelle que soit la manière dont elle s'est faite, la constitution d'une géographie sacrée chrétienne ne s'est pas faite sans intentions, on pourrait même dire sans arrière-pensées », comme le révèlent les traditions des lieux saints associées à des inventions empiriques et inspirées : des communautés locales, des ecclésiastiques influents ou des autorités religieuses ont souvent choisi des lieux sacrés naturels (grottes, fontaines, arbres, rochers, sources, sommets de montagnes isolées ou imposantes) pour en faire leurs propres lieux saints, symboles de l'ambiguïté d'un syncrétisme chrétien et païen.

### Institutions
Il y a trois patriarches à Jérusalem : orthodoxe, latin, et arménien. Ils ont juridiction sur l'Église locale et veillent sur les lieux saints et sur les pèlerins.
Il y a en outre une custodie de Terre sainte (franciscains), qui remonte au temps de saint François d'Assise et qui veille sur la plupart des lieux saints dont la propriété appartient à l'Église catholique.
Nombre de monastères orthodoxes se trouvent en Terre sainte depuis le début de l'ère chrétienne, dont le fameux Mar Saba (Palestine), et de nombreuses congrégations catholiques latines, contemplatives ou actives (hospitalières ou enseignantes), se sont installées. Les protestants sont aussi présents avec leurs œuvres et quelques églises renommées comme l'église du Rédempteur à Jérusalem.

## Judaïsme
L'expression « Terre sainte » (en hébreu : אֶרֶץ הַקּוֹדֶשׁ, Ereṣ haqQōdeš) n'est pas utilisée par les juifs, qui préfèrent parler de Terre d'Israël, même si pour eux c'est incontestablement une terre qui est sainte, et le Tanakh ne parle de « terre sainte » que dans un seul passage. Le terme « terre sainte » est en outre utilisé deux fois dans les livres deutérocanoniques,.

## Islam
La Terre sainte fait partie du terme traditionnel arabe Bilad al-Cham ou Bilad al-Sham ou Bilad el-Chem (en arabe : بلاد الشام, prononcé « Bilad oush-Sham ») est le nom donné par les conquérants arabes au Moyen Âge à la Grande Syrie. Cette région contenait l'équivalent des États actuels de Syrie, Liban, Jordanie et Palestine, plus une partie du sud-est de l'actuelle Turquie.
- Jérusalem, la demeure sacrée

Jérusalem se nomme Al Qods, « la sainte », en arabe. Elle se trouve en troisième position dans la hiérarchie des villes saintes, derrière La Mecque et Médine. Les premiers musulmans se tournaient vers elle pour prier.
Jérusalem occupe une place importante, même si elle n’est pas de premier plan, dans la géographie symbolique et religieuse de l’islam. Son statut vient d’abord de la relation que le prophète Mahomet a eue avec la ville. Evoqués furtivement par le Coran, ces liens seront développés dans la pensée théologique, la mystique soufie et les traditions populaires.
La ville a été le lieu d’orientation – qibla – de la prière de la première communauté musulmane. Ce terme est issu de la racine qbl, « se trouver devant », « faire face ». C’est ainsi que les disciples du Prophète se désignent comme le « peuple de la qibla et de la communion » (Ahl al-qibla wa-l-jama’a).
"Allah regarde tous les jours en direction de Jérusalem et prend en pitié celui qui y habite", dit un hadith. Jérusalem, la demeure sainte pour les musulmans (bayt al-moukaddass), par analogie avec La Mecque, bayt al-harâm ou la demeure sacrée.
La Ville trois fois sainte pour les monothéismes tient une place particulière dans la tradition musulmane puisque c'est ici que, partie de La Mecque, une jument ailée au visage de femme et à la queue de paon, al-Borak, a emmené le Prophète Mahomet, en compagnie de l'archange Gabriel, première étape d'un voyage nocturne appelé isra. Jérusalem, al-Borak va transporter le Prophète vers le Rocher sacré où l'attend une échelle qui doit lui permettre d'atteindre le ciel. C'est la deuxième étape du voyage nocturne appelé mi'raj (ascension).
Ce voyage nocturne du Prophète est relaté dans ces termes à la sourate 17 : "Gloire à celui qui a transporté son Serviteur la nuit, de la Mosquée Sacrée à la Mosquée très éloignée autour de laquelle Nous avons mis Notre bénédiction, afin de lui faire voir certains de Nos signes. Il est l'Audient, le Clairvoyant." (traduction de Régis Blachère). On n'y parle pas explicitement de Jérusalem, mais la tradition interprétera "la mosquée très éloignée" (en arabe al-masjid al-aqsa) comme étant à Jérusalem. Plus tard, lorsque le calife Omar fera de Jérusalem une ville musulmane, il demandera à Bilal, le muezzin du Prophète, d'appeler à la prière dans la mosquée qu'il venait d'édifier. Jérusalem sera désormais considérée la troisième ville sainte de l'islam.
El-Qods est considérée comme un endroit distinct sur la terre. C'est parce qu’Allah l’Exalté l'a préférée indépendamment des autres endroits de la terre, en l'honorant et la glorifiant. Allah le Tout Puissant a mobilisé, pour cette ville, les âmes, les sentiments et les émotions des fidèles; Il a fait attacher leurs cœurs à elle et leur fait aspirer vers elle. El-Qods est si liée à la foi des musulmans qu’elle représente une image vivante dans leurs esprits. En effet, de nombreux Versets Coraniques évoquent cette ville bénie. De plus, beaucoup de Hadiths du Prophète Mohammed (saws) la mentionnent tout en énumérant ses vertus et ses traits spéciaux.
Une de ces vertus mentionnées dans le Saint Coran est qu'elle est considérée comme une terre bénie :
l. En ce qui concerne le prophète Ibrahim (as), le Saint Coran énonce :
Et Nous le sauvâmes, ainsi que Lot, vers une terre que Nous avions bénie pour tout l'univers
(Sourate al Anbia'a:71)
2. Et (Nous avons soumis) à Suleyman le vent impétueux qui, par son ordre, se dirigea vers la terre que Nous avions bénie. Et Nous avions en tout une bonne connaissance
(Sourate al Anbia'a:81)
3. Et Nous avions placé entre eux et les cités que Nous avions bénies, d'autres cités proéminentes, et Nous avions évalué les étapes de voyage entre elles. Voyagez entre elles pendant des nuits et des jours, en toute sécurité.
(sourate saba:18)
4. Et les gens qui étaient opprimés, Nous les avons fait hériter les contrées orientales et occidentales de la terre que Nous avons bénies.
(Sourate al A'araf:137)
5. Gloire et Pureté à celui qui de nuit, fit voyager Son serviteur (Mohammed) de la Mosquée el-Haram à la Mosquée El-Aqsa dont Nous avons béni l'alentour, afin de lui faire voir certaines de Nos merveilles.
(sourate Al Israa:1)
La bénédiction, ici, comme l’expliquent les savants, est à la fois physique et morale.
La bénédiction physique est représentée par son emplacement exceptionnel aussi bien géographique que stratégique. Sa bénédiction est surtout morale parce que, sur sa terre, les anges sont descendus et les Messagers d'Allah ont prêché.
• La terre des prophètes :
C'est le pays où des prophètes nobles comme Issa, Dawud (as) et Suleyman (as) naquirent, grandirent et eurent leurs missions; la ville vers laquelle d'autres prophètes ont émigré, comme Ibrahim et Lot; la ville où des prophètes ont été enterrés, comme Ibrahim (as), Ishaq (as), Ja’qob (as), Youssef (as) et Mussa (as). C'est le pays où le Prophète Mohammed (saws) a prié avec les autres prophètes, en tant que leur Imam dans la Mosquée El-Aqsa au cours de son voyage nocturne et son ascension.
• La Terre des anges :
El-Aqsa est également l'endroit où les anges sont descendus. En effet, Jibril (as) descendait du ciel apportant l'instruction divine aux prophètes et aux messagers de Allah pour la transmettre ensuite à l'humanité entière. D'autres anges descendaient pour accomplir une mission spécifique.
Ainsi Le Saint Coran énonce les versets suivants :
"T'est-il parvenu le récit des visiteurs honorables d'Ibrahim ? Quand ils entrèrent chez lui et dirent : "Salam !" Il (leur) dit : "Salam, visiteurs inconnus." Puis il alla discrètement à sa famille et apporta un veau gras. Ensuite il l'approcha d'eux..."Ne mangez-vous pas ?" dit-il. Il ressentit alors de la peur vis-à-vis d'eux. Ils dirent : "N'aie pas peur" Et ils lui annoncèrent (la naissance) d'un garçon plein de savoir."
(Sourate 51: versets de 24 à 28).
Ibn Abbas ajoute : "Les prophètes ont construit El-Qods, et y ont vécu. Il n'y a un seul pouce d’elle sans qu'un prophète n'y ait pas prié ou un ange ne s'y est pas tenu."
• Parmi les aspects de cette bénédiction, physique et morale :
- La terre sainte
- La terre du Voyage Nocturne et de l'Ascension (La terre d'el-Israa wel-Mi'raj).
- La terre vers laquelle les musulmans se sont tournés la première fois pour accomplir la prière (La première Qibla).
- La terre de lutte sainte pour l'amour d’Allah
- La terre de promesse
D'autres villes saintes sont considérées comme des lieux sacrés en islam : Hébron, à une trentaine de kilomètres de Jérusalem (al-Khalil, "l'ami de Dieu", surnom donné à Abraham dans le Coran), qui abrite les tombes des Patriarches Abraham, Isaac, Jacob et Joseph ; Boukhâra, où est né l'imam Boukhâri (810-870) rédacteur de la Sunna, mais aussi des savants et érudits comme le mathématicien Al-Khawarizmi.

## La production manuscrite en Terre sainte au Moyen Âge
En Terre sainte, se développent au Moyen Âge des centres de production de manuscrits, ou scriptoriums, se faisant les témoins de l’histoire de la région. En particulier, dans les Etats latins d'Orient, un premier scriptorium voit le jour dans les années 1110, alors que les Occidentaux croisés s'implantant dans la région, les Francs d'Orient, bâtissent leur société en se basant sur le système occidental. Une première période de production est attestée vers 1110 jusqu'en 1187, où se développe un courant artistique, ainsi qu'une industrie du livre, tandis que les enlumineurs copient la manière de faire en Occident. Seul le scriptorium du Saint-Sépulcre est attesté pour cette période, mais certains historiens affirment qu'il en existait probablement d'autres à Tripoli ou Antioche. Au sein de cet atelier, de sa fondation jusqu'en 1187, étaient produits presque exclusivement des manuscrits liturgiques destinés au service religieux, même si sont recensées de rares commandes pour des personnes privées, telles que le Psautier de la reine Mélisande, conservé à la British Library de Londres.
Cette tradition de l’enluminure croisée est menacée lorsque Saladin fait la conquête de Jérusalem. En effet, lors de la chute de la ville (lors de la bataille de Hattin en 1187), les croisés sont amenés à délocaliser la production de leurs ouvrages littéraires précieux. Le scriptorium est alors déplacé à Tyr, puis dans la ville de Saint-Jean-d’Acre, lorsque la cité est reprise en 1191 lors de la troisième croisade et qui deviendra la nouvelle capitale croisée.
À partir de la seconde moitié du XIIIe siècle, cette capitale voit éclore un véritable renouveau de la production de manuscrits enluminés, dû à plusieurs facteurs. En premier lieu, ce changement est lié au séjour de Louis IX, dit Saint Louis, en Terre sainte, entre 1250 et 1254. Ce dernier encourage la production artistique locale et réalise des commandes spéciales. En outre, lors de cette période, un nombre conséquent de livres parvient d’Occident et Louis IX en serait peut-être à l’origine. Par ailleurs, l'historienne Émilie Maraszak émet l'hypothèse que le roi a permis la fondation d’un ou plusieurs ateliers de production de manuscrits enluminés à Saint-Jean-d'Acre. Il leur apporte les toutes dernières traditions parisiennes, qui seront alors associées aux influences orientales des périodes précédentes.

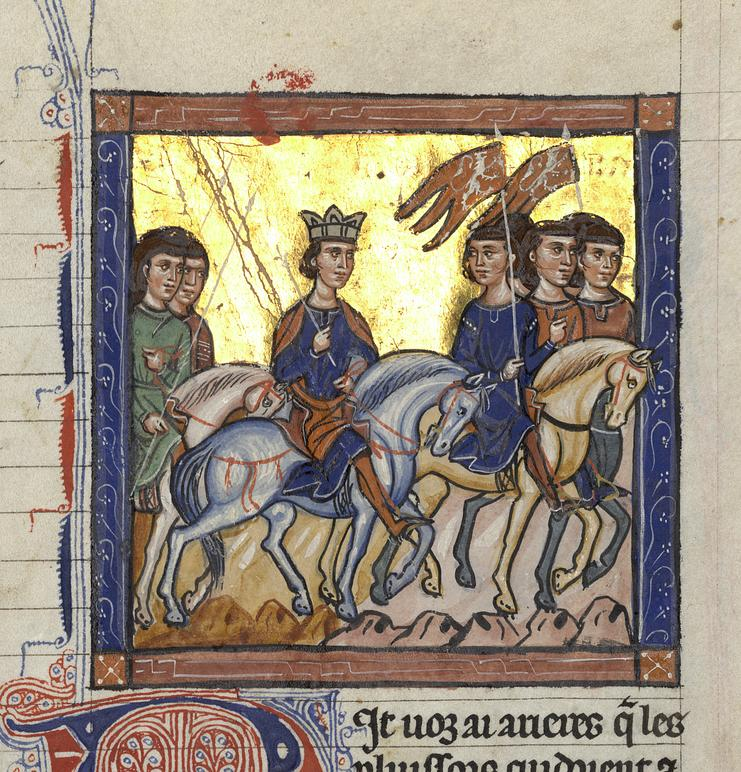
Miniature d’Alexandre et ses compagnons chevauchant (F.166 R), manuscrit de "L'Histoire ancienne jusqu'à César" de Saint-Jean-d’Acre (Ms 562), 1260-1270, conservé à la Bibliothèque municipale de Dijon

Ce renouveau artistique se construit aussi autour de nouvelles influences dues à l’arrivée de nouveaux croisés et d’individus arrivant d’Occident et profitant de l’aura de la ville. Il s'agit notamment de marchands, de teneurs de commerces en tous genres, de visiteurs de haut rang, etc. Véritable lieu de transit, il y a un afflux permanent de migrants de passage à Saint-Jean-d'Acre, qui font office d'intermédiaires entre l'Orient et l'Occident. Ceux-ci apportent à la ville de nouvelles inspirations littéraires et stylistiques, qui se conjuguent aux traditions locales.
Cette délocalisation a également marqué un tournant dans la production, qui s'oriente davantage vers des récits historiques. En effet, ce transfert conduit à un changement de commanditaires et, par conséquent, à un changement d'attente de la part de ces derniers. C’est alors à cette période, entre 1250 et 1291, qu’apparaît deux récits au succès certain au sein du Royaume de Jérusalem : l’Histoire d’Outremer de Guillaume de Tyr et l’Histoire ancienne jusqu’à César, comme en témoigne le manuscrit Ms 562 de la Bibliothèque municipale de Dijon.